# Coupe Gambardella 1999-2000
Navigation
Édition précédente Édition suivante
La coupe Gambardella 1999-2000 est la 46e édition de l'épreuve organisée par la Fédération française de football et ses ligues régionales. La compétition est ouverte aux équipes de football de jeunes dans la catégorie des 18 ans. La compétition comprend une première phase régionale suivi d'une phase nationale comportant huit tours.
Le vainqueur de l'édition 1998-1999, l'AJ Auxerre réussit le doublé en battant en finale le LOSC Lille Métropole.

## Trente-deuxièmes de finale
Les matchs se déroulent le week-end des 12 et 13 février 2000 sur le terrain du club premier nommé.
| Équipe 1                 | Résultat | Équipe 2                | T.a.b. |
| ------------------------ | -------- | ----------------------- | ------ |
| Stade rennais            | 2-4      | FC Nantes               |        |
| US Créteil               | 3-6      | AS Nancy-Lorraine       |        |
| Rennes CPB               | 1-3      | FC Lorient              |        |
| CSO Amnéville            | 1-4      | FC Villefranche         |        |
| FC Rezé                  | 3-2      | Racing CF 92            |        |
| CSM Sully-sur-Loire      | 2-0      | Stade de Reims          |        |
| Olympique d'Alès         | 0-0      | GFCO Ajaccio            | 3-4    |
| RS Magny-lès-Metz        | 1-1      | Red Star 93             | 4-3    |
| US Laon                  | 0-7      | RC Lens                 |        |
| RC Lons-le-Saunier       | 0-3      | FC Metz                 |        |
| Le Poiré-sur-Vie VF      | 0-7      | SM Caen                 |        |
| FC Gueugnon              | 2-2      | Grenoble Foot           | 3-4    |
| Valenciennes FC          | 1-1      | Amiens SCF              | 7-6    |
| ES Troyes AC             | 2-5      | Olympique lyonnais      |        |
| Montauban FC             | 0-0      | Bergerac Foot           | 3-2    |
| FC Sochaux               | 4-0ap    | Clermont Foot           |        |
| La Roche VF              | 1-3ap    | EA Guingamp             |        |
| AS Cannes                | 3-0      | Toulouse FC             |        |
| Angoulème CFC            | 0-2      | Le Havre AC             |        |
| Pau FC                   | 3-2      | Olympique de Marseille  |        |
| Plouzané ACF             | 2-2      | Pacy VEF                | 3-4    |
| FC Martigues             | 0-2      | Montpellier HSC         |        |
| CS Avion                 | 1-1      | CS Sedan Ardennes       | 4-5    |
| Aurillac FCA             | 0-0      | ASOA Valence            | 5-4    |
| US Saint-Malo            | 0-2      | Stade lavallois         |        |
| FC Libourne-Saint-Seurin | 1-3      | AS Monaco               |        |
| US Boulogne              | 0-1      | AC Boulogne-Billancourt |        |
| UMS Montélimar           | 1-4      | AS Montferrand          |        |
| AS Beauvais              | 0-2      | Paris SG                |        |
| AC Arles                 | 0-2      | AJ Auxerre              |        |
| LOSC Lille Métropole     | 1-0      | RC Strasbourg           |        |
| USL Dunkerque            | 1-3      | Le Mans UC              |        |

## Seizièmes de finale
Les rencontres ont lieu le week-end des 4 et 5 mars 2000 sur le terrain du club premier nommé.
| Équipe 1                | Résultat | Équipe 2          | T.a.b. |
| ----------------------- | -------- | ----------------- | ------ |
| FC Villefranche         | 3-3      | Stade lavallois   | 4-3    |
| AC Boulogne-Billancourt | 1-4      | Paris SG          |        |
| FC Rezé                 | 0-3      | FC Nantes         |        |
| AS Montferrand          | 0-0      | Le Mans UC        | 2-4    |
| Montauban FC            | 0-2      | Pau FC            |        |
| LOSC Lille Métropole    | 2-0      | CS Sedan Ardennes |        |
| Pacy VEF                | 1-6      | EA Guingamp       |        |
| Aurillac FCA            | 0-7      | FC Sochaux        |        |
| SM Caen                 | 0-5      | RC Lens           |        |
| Le Havre AC             | 3-1      | FC Lorient        |        |
| RS Magny-lès-Metz       | 1-2      | FC Metz           |        |
| CSM Sully-sur-Loire     | 1-1      | Valenciennes FC   | 5-6    |
| GFCO Ajaccio            | 1-4      | Montpellier HSC   |        |
| Grenoble Foot           | 0-3      | AJ Auxerre        |        |
| Olympique lyonnais      | 0-1      | AS Nancy-Lorraine |        |
| AS Cannes               | 2-5      | AS Monaco         |        |

## Huitièmes de finale
Les huitièmes de finale ont lieu les 18 et 19 mars sur le terrain du club premier nommé.
| Équipe 1        | Résultat | Équipe 2             | T.a.b. |
| --------------- | -------- | -------------------- | ------ |
| Valenciennes FC | 0-5      | FC Nantes            |        |
| FC Metz         | 0-4      | AS Nancy-Lorraine    |        |
| Le Havre AC     | 4-2      | RC Lens              |        |
| Montpellier HSC | 1-0      | FC Sochaux           |        |
| Pau FC          | 0-2      | Paris SG             |        |
| AS Monaco       | 0-1      | LOSC Lille Métropole |        |
| FC Villefranche | 1-3      | AJ Auxerre           |        |
| Le Mans UC      | 1-1      | EA Guingamp          | 4-3    |

## Quarts de finale
Les quarts de finale ont lieu le 5 avril sur le terrain du club premier nommé.
| Équipe 1             | Résultat | Équipe 2   | T.a.b. |
| -------------------- | -------- | ---------- | ------ |
| Montpellier HSC      | 1-1      | AJ Auxerre | 3-4    |
| LOSC Lille Métropole | 3-1      | Paris SG   |        |
| Le Havre AC          | 3-1      | Le Mans UC |        |
| AS Nancy-Lorraine    | 2-0      | FC Nantes  |        |

## Demi-finale
Les rencontres se déroulent le 26 avril au Stade Maurice-Postaire de Cherbourg. C’est la première fois que les rencontres se déroulent sur le même lieu le même jour, l'objectif étant pour la Fédération française de promouvoir la compétition,.
| Équipe 1             | Résultat | Équipe 2          | T.a.b. |
| -------------------- | -------- | ----------------- | ------ |
| LOSC Lille Métropole | 2-1      | AS Nancy-Lorraine |        |
| AJ Auxerre           | 1-1      | Le Havre AC       | 6-5    |

## Finale
La finale a lieu au Stade de France le 7 mai 2000 en lever de rideau de la finale de la coupe de France Football Club de Nantes-Calais RUFC. Elle est remportée 1-0 par l'AJ Auxerre devant le Lille OSC.
| Équipe 1             | Résultat | Équipe 2   | T.a.b. |
| -------------------- | -------- | ---------- | ------ |
| LOSC Lille Métropole | 0-1      | AJ Auxerre |        |

Il s'agit de la sixième victoire de l'AJ Auxerre dans l'épreuve qui conserve son trophée acquis l’année précédente. C'est également la seconde victoire de suite pour Philippe Mexès, Richard Suriano et Sébastien Cochet,.
Feuille de match
| 7 mai 2000 | LOSC Lille Métropole | 0-1 | AJ Auxerre       | Stade de France                                  |                                                  |
| |                      | (0-1) | Benoît Leroy 43e | Arbitrage : Patrice Mittelbronn (Ligue Lorraine) | Arbitrage : Patrice Mittelbronn (Ligue Lorraine) |
| | Rapport              | |                  | Arbitrage : Patrice Mittelbronn (Ligue Lorraine) | Arbitrage : Patrice Mittelbronn (Ligue Lorraine) |
| Coque – Bourgeois, Advice, Pierru, Van de Wiele - Saez, Zenguinian (Pennacchio 80e ), Debackere, Essaka (Hamadi 81e ) - Moussilou, Djemba. · Entraîneur : Jean-Noël Dusé. | Équipes              | Chabert (Nevers 84e ) - M'Bock, Lecacheur (Berthe 77e ), Mexès, Ratinet - Suriano, Cochet (cap), Llop, Girard - Sabatier, Leroy. · Entraîneur : Alain Fiard. |                  | Arbitrage : Patrice Mittelbronn (Ligue Lorraine) | Arbitrage : Patrice Mittelbronn (Ligue Lorraine) |